# スズキ・エポ

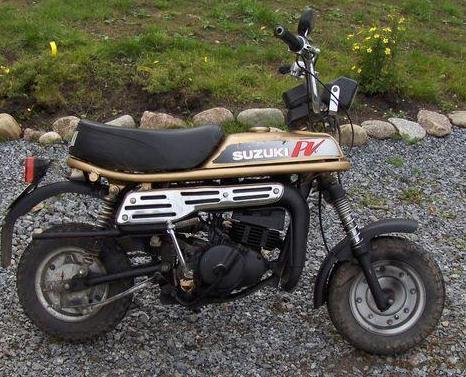
スズキ・PV50

エポ（EPO） は、かつてスズキが製造していた原動機付自転車である。旧盤の発売時の型番からPV50（ピーブイ50）とも呼ばれている。

## 概要
1979年に、本田技研工業の人気モデルモンキーの対抗車種として発売された、旧型は型番がPV50、新型（再生産版）は型番がNA12Aではじまる。
エンジンは空冷2サイクル単気筒49cc。車体デザインはフレームの水平に通ったパイプのラインを基調にまとめている。またフロントフォークブーツがない斬新なデザインとなっており、タイヤは前後共8インチタイヤを装備していた。エンジンはRG系エンジン（RG50E、GN50E、TS50等）をデチューンされたものが搭載され最高出力は3.8ps（/6,000rpm）となっている。
当初の発売時にはモンキーの人気に太刀打ちすることができず、数年間で販売終了となった。その後1993年に塗装変更のみで同じスペックでのリバイバル発売を行なってユーザーを驚かせたが、この時も数年間で販売終了となっている（型番はNA12）。
ライバルであるモンキーと違い、2サイクルエンジンを搭載していることから一部のマニアに人気があるが、モンキーとは違い、アフターパーツはほとんど無い。

## 主要諸元
- 全長：1,415mm、全高：685mm、全幅915mm
- 乾燥重量：64kg
- エンジン形式：空冷2ストローク単気筒
- 総排気量：49cc
- 最高出力：3.8ps / 6,000rpm
- 最大トルク：0.45kg-m / 5,500rpm
- 変速機形式：5段リターン式